# 六村堡街道
六村堡街道，是中华人民共和国陕西省西安市未央區下辖的一个乡镇级行政单位。

## 行政区划
六村堡街道下辖以下地区：
长庆建工社区、现代农业社区、中官亭村、后所寨村、东席村、西席村、中营村、师道口村、唐家村、曹家堡村、关庙村、相小堡村、袁家堡村、相家巷村、六村堡村、闫家村、西坡村、夹城村、民娄村、铁锁村、黄家庄村、南徐村、北徐村、何家寨村、周家堡村、施家寨村和窦寨村。